# Maculotriton serriale
Maculotriton serriale is een slakkensoort uit de familie van de Muricidae. De wetenschappelijke naam van de soort werd voor het eerst geldig gepubliceerd in 1834 door Deshayes als Buccinum serriale.